# Länsväg 133
De Zweedse weg 133 (Zweeds: Länsväg 133) is een provinciale weg in de provincie Jönköpings län in Zweden en is circa 33 kilometer lang. De weg ligt in het zuiden van Zweden.

## Plaatsen langs de weg
- Gränna
- Örserum
- Gripenberg

## Knooppunten
- Europese weg 4 bij Gränna (begin)
- Riksväg 32 bij Gripenberg (einde)